# María Mérida
María Mèrida Pérez (Valverde, El Hierro, 5 de juny de 1925 - Candelaria, Tenerife, 4 de gener de 2022) va ser una cantant espanyola de folklore canari, sent una de les més representatives en aquest gènere.

## Carrera musical
Fou filla del comerciant canari Ricardo Mèrida i de la seva esposa Adolfa Pérez. De petita li agradava recórrer els camins de la seva illa natal i cantar als peus dels arbres.
Va rebre el seu primer guardó en un concurs de follies el 1937 amb dotze anys.
Es va traslladar a viure a Santa Cruz de Tenerife, on va aprendre balls regionals i va ser la veu predilecta de la Masa Coral.
En 1946, amb vint-i-un anys, va viatjar a Madrid, on va obtenir èxits als teatres Español i María Guerrero. Durant set anys va cantar per als emigrants espanyols a Llatinoamèrica a través d'un programa de Ràdio Nacional d'Espanya que es gravava de matinada. En aquests anys va conèixer famosos artistes com ara Lola Flores i Ava Gardner. També va col·laborar amb Ràdio Madrid i Ràdio Intercontinental. Va estudiar cant amb Lola Rodríguez Aragón, professora del Conservatori de Madrid, però va abandonar la carrera de cantant lírica (el seu registre era el de contralt dramàtica) per dedicar-se al cançoner de la seva terra natal.
En la dècada del 1950 el New York Times la va descriure com una de les quatre millors veus del món, i Le Figaro la va denominar l'"Edith Piaf canària".
Va formar part del quadre del ballarí El Greco amb qui va realitzar nombroses gires. Va fundar la Llar Canària a Madrid i el seu primer grup folklòric. María Mèrida va ser la primera dona canària a gravar un disc i va fer famós el tema Palmero sube a la palma.
Va passar una llarga temporada a Hollywood, on va tenir bones relacions amb actors com Danny Kaye i Gilbert Roland. També va intimar amb l'actriu Ruth Roman. Entre els seus amics, també s'hi trobaven Miguel Aceves Mejías, Amália Rodrigues, María Dolores Pradera, Alfredo Kraus i Victòria dels Àngels.
Es va incorporar en 1988, amb seixanta-tres anys, al ventall de l'Antología de la Zarzuela, dirigida per José Tamayo. Per aquest motiu, va rebre el 2001 el "Premi Canàries".
Aquell mateix any 2001 va publicar el disc Mi dulce Garoé, gravat per la discogràfica Discan i participat pel Grup Bentayga, que recolliria els seus grans èxits com Folías, En el puerto de la Palma, Ay Santa Creu, Ay mi dulce Garoé i Casites Blancas, entre d'altres.
Va col·laborar amb el Cabildo d'El Hierro en la divulgació de la música popular canària. Des de 2007, va formar part del Bimbache Jazz y Raíces / Bimbache openART Festival El Hierro, un projecte dirigit pel guitarrista alemany Torsten de Winkel i recomanat pel Centre Unesco de Canàries. Al CD "Bimbache Jazz y Raíces - La Condición Humana", el projecte musical millor valorat pel Govern de Canàries en 2007, canta una interpretació del poema Convivencia escrit per Agustín Millars Sall i musicat per de Winkel, acompanyada per músics integrants dels grups de Herbie Hancock, Pat Metheny, Joss Stone i John McLaughlin. En els anys següents, de Winkel va presentar Mèrida com a membre de l'elenc intercontinental del Bimbache openART Festival Ensemble en la EXPO 2008 a Saragossa i en festivals importants a Berlín, Hamburg i a altres llocs.
Va residir durant els últims anys de la seva vida al municipi de Candelaria de Tenerife, localitat amb la qual sempre va estar vinculada, especialment per la seva devoció a la Verge de Candelaria.
Va morir el 4 de gener de 2022 a la seva casa de la Vila Mariana de Candelaria.

## Premis i reconeixements
Va rebre honors i distincions en tot l'arxipèlag canari i fora d'ell. L'abril de 2002 fou nomenada "Filla Predilecta de l'Illa d'El Hierro" pel Cabildo d'aquella illa, la màxima condecoració dins del Reglament Especial d'Honors i Distincions de la Institució, lliurant-li també el Garoé d'Oro.
En 2015 l'Ajuntament de Teror la va distingir com a "Filla Adoptiva de la Vila", una vila on havia estat pregonera de la Festa del Pi vint anys abans.
L'agost de 2017 va ser pregonera de les Festes de la Patrona de Canàries, la Verge de Candelaria. Durant aquest pregó va recordar el seu vincle amb la vila de Candelaria i les seves múltiples peregrinacions durant la seva infància acompanyada de la seva mare.
El 2018 va rebre el Premi Taburiente de la Fundació Diari d'Avisos per la seva trajectòria artística.
El 2019 va rebre el Premi d'Honor dels Cors i Danses d'Espanya. L'agost del mateix any, durant les Festes de la Verge de Candelaria, va ser presentat el llibre María Mérida: La Voz, una biografia escrita per Javier Valentín Pérez.